# Püha-Kõnnu
Püha-Kõnnu is een plaats in de Estlandse gemeente Saaremaa, provincie Saaremaa. De plaats heeft de status van dorp (Estisch: küla) en telt 26 inwoners (2021).
Tot in oktober 2017 heette de plaats Kõnnu en lag ze in de gemeente Pihtla. In die maand werd Pihtla bij de fusiegemeente Saaremaa gevoegd. In de nieuwe gemeente lag nog een dorp Kõnnu. Dat dorp mocht zijn naam houden, maar dit Kõnnu werd herdoopt in Püha-Kõnnu, naar het buurdorp Püha.

## Geschiedenis
Bij Püha-Kõnnu zijn de resten gevonden van een nederzetting uit het Neolithicum (ca. 4000 v.Chr.).
(Püha-)Kõnnu werd voor het eerst genoemd in 1592 onder de naam Conde, een nederzetting op het landgoed van Kaali. Tussen 1977 en 1997 maakte het dorp deel uit van het buurdorp Sauaru.